# Ruthenia (tỉnh)
Tỉnh Ruthenia (tiếng Latin: Palatinatus russiae, tiếng Ba Lan: Województwo ruskie, tiếng Ukraina: Руське воєводство, Latinh hóa: Ruske voievodstvo), còn gọi là tỉnh  Rus’, là một tỉnh của Vương quốc Ba Lan từ năm 1434 cho đến phân chia Ba Lan lần một năm 1772 với trung tâm ở thành phố Lviv (tiếng Ba Lan: Lwów). Cùng với một số tỉnh khác ở phía nam và phía đông của Vương quốc Ba Lan, đây là một phần của miền Tiểu Ba Lan của Lãnh địa hoàng gia Ba Lan, với thủ phủ là Kraków. Sau phân chia Ba Lan, hầu hết tỉnh Ruthenia ngoại trừ góc phía đông bắc bị chế độ quân chủ Habsburg sáp nhập, với vị thế một phần của tỉnh Galicia. Ngày nay, tỉnh Ruthenia cũ được phân chia giữa Ba Lan và Ukraina.

## Lịch sử
Sau các cuộc chiến tranh Galicia–Volhynia , Vương quốc Galicia–Volhynia bị chia cắt giữa Ba Lan và Litva. Năm 1349, phần lãnh thổ của Ba Lan được chuyển thành lãnh địa Ruthenia của Hoàng gia, trong khi Công quốc Volhynia do Thân vương Lubart nắm giữ. Với cái chết của Kazimierz III Vĩ đại Vương quốc Ba Lan được chuyển giao cho Vương quốc Hungary và lãnh địa Ruthenia được cai trị bởi tướng quân starosta của Ruthenia, một trong số đó là Wladyslaw xứ Opole.
Tỉnh được thành lập năm 1434 dựa trên Đặc quyền Jedlnia-Cracow (tiếng Ba Lan: Przywilej jedlneńsko-krakowski) năm 1430 trên lãnh thổ thuộc Vương quốc Galicia–Volhynia. Từ năm 1349 đến năm 1434, lãnh thổ cùng với Tây Podolie được gọi là Lãnh địa Ruthenia của Hoàng gia và theo cách đó, Vua Ba Lan được phong là Lãnh chúa của các vùng đất Ruthenia. Tây Podolie đã được thêm vào lãnh địa vào năm 1394. Năm 1434 trên lãnh thổ của lãnh địa đã lập ra tỉnh Ruthenia và tỉnh Podolia.
Theo các nguồn của Ba Lan, vùng ngoại vi phía tây của khu vực được gọi là Ziemia czerwieńska, hay "Vùng đất Czerwień", từ tên thị trấn Cherven đã tồn tại ở đây. Ngày nay có một số thị trấn mang tên này, không có thị trấn nào liên quan đến Ruthenia Đỏ.
Khu vực này được đề cập lần đầu tiên vào năm 981, khi Volodymyr Vĩ đại của Kyiv Rus' tiếp quản nó trên đường vào Ba Lan. Năm 1018 khu vực gắn liền với Ba Lan và đến năm 1031 trở lại Kyiv Rus'. Trong khoảng 150 năm, khu vực tồn tại với tư cách là Thân vương quốc Halych và Vương quốc Galicia–Volhynia (còn được gọi là Vương quốc Rus'), trước khi bị Kazimierz III của Ba Lan chinh phục vào năm 1349. Kể từ thời điểm này, cái tên Ruś Czerwona được ghi lại, được dịch là " Ruthenia Đỏ" ("Czerwień" có nghĩa là màu đỏ trong các ngôn ngữ Slav, hoặc từ làng Czermno của Ba Lan), được áp dụng cho một lãnh thổ kéo dài đến sông Dniester, với ưu tiên dần dần được chuyển đến Przemyśl. Kể từ thời Władysław II Jagiełło, tỉnh Przemyśl được gọi là tỉnh Ruthenia (województwo ruskie), với trung tâm cuối cùng được chuyển đến Lwów. Tỉnh bao gồm năm lãnh địa: Lwów, Sanok, Halych, Przemyśl và Chełm. Lãnh thổ này do Đế quốc Áo kiểm soát từ năm 1772 đến năm 1918, khi đó khu vực được gọi là Vương quốc Galicia và Lodomeria.
Zygmunt Gloger, trong cuốn sách Địa lý lịch sử của vùng đất Ba Lan cũ, cung cấp mô tả này về tỉnh Ruthenia:

Vào thế kỷ thứ 10 và 11, Przemysl và Czerwien là những gord (trại) lớn nhất trong khu vực này. Sau đó, Halych trở thành thủ phủ của khu vực, trong khi thành phố Lwów chỉ được thành lập vào năm 1250. Trong khoảng 1349, Vua Kazimierz III của Ba Lan nắm quyền kiểm soát Thân vương quốc Halych. Khu vực được cai trị bởi các starosta hoàng gia, người đầu tiên trong số họ là một người đàn ông tên là Jasiek Tarnowski. Rất có thể là vào những năm cuối cùng dưới triều đại của Vua Władysław II Jagiełło, nó được đặt tên là tỉnh Ruthenia, vì vào thời điểm đó, các thống đốc của Przemysl bắt đầu tự gọi mình là thống đốc của Rus'. Thống đốc đầu tiên như vậy là Jan Mezyk xứ Dabrowa.
Tỉnh Ruthenia bao gồm năm ziemia: Lwów, Przemysl, Sanok, Halych và Chelm. Hai đơn vị cuối có chính quyền địa phương của họ; hơn nữa, Vùng đất Chelm hoàn toàn bị tỉnh Belz chia cắt khỏi các vùng đất khác của Ruthenia. Do đó, chúng ta nên nói riêng về bốn vùng đất của Ruthenia và Vùng đất Chelm, nơi có lịch sử khác biệt nhiều sau phân chia Ba Lan (...) Các vùng đất Lwow, Przemysl và Sanok có các phiên sejmik, diễn ra theo ở thủ phủ tương ứng của họ. Sejmik chung cho ba vùng đất này là tại Sadowa Wisznia, nơi bảy đại biểu được bầu vào Sejm Ba Lan: hai người từ mỗi vùng đất, và một người từ huyện Zydaczow. Các starosta cư trú tại Lwów, Zhydachiv, Przemysl và Sanok. Tỉnh có sáu thượng nghị sĩ: Tổng giám mục của Lwow, Giám mục của Przemysl, thống đốc (voivode) của Ruthenia, castellan của Lwow, và các castellan của Przemysl và Sanok (...) Thành phố Lwów là trụ sở của Tòa án Tiểu Ba Lan riêng biệt cho các tỉnh Ruthenia, Kijow, Volhynia, Podolia, Belz, Braclaw và Czernihow (...) Huyện Zydaczow mặc dù chính thức là một phần của vùng đất Lwow, nhưng thường được coi là một ziemia riêng biệt, với huy hiệu riêng được cấp vào năm 1676. Trong những năm đó, vùng đất Lwow có 618 làng và 42 thị trấn, trong khi huyện Zydaczow có 170 làng và 9 thị trấn.
Vùng đất Przemysl được chia thành hai huyện: Przemysl và Przeworsk. Năm 1676, huyện Przemysl có 657 làng và 18 thị trấn, trong khi huyện Przeworsk có 221 làng và 18 thị trấn (...) Vùng đất Sanok, nằm ở chân đồi Karpat, không được chia thành các huyện. Năm 1676, nó có 371 làng và 12 thị trấn (...)
Vùng đất Halicz, với chính quyền địa phương riêng biệt, được chia thành các huyện Trembowla, Halicz và Kolomyja. Nó có sejmik riêng tại Halicz, nơi sáu đại biểu được bầu vào Sejm Ba Lan (hai người từ mỗi huyện), cũng như một đại biểu của Tòa án Hoàng gia và một người của Tòa án Ngân khố tại Radom. Vùng đất Halicz có một thượng nghị sĩ và các starosta cư trú tại Halicz, Trembowla, Kolomuja, Tlumacz, Rohatyn, Jablonow, Sniatyn, Krasnopol và các địa điểm khác. Năm 1676, nó có 565 làng và 38 thị trấn.
Vùng đất Chelm là một vùng riêng biệt bị tách rời khỏi tỉnh Ruthenia bởi tỉnh Belz. Sông Bug chia vùng đất này thành hai phần và kể từ thế kỷ thứ 10, Chelm bị Ba Lan và Rus tranh chấp. Theo thời gian, người Litva cũng tham gia cuộc xung đột. Nó kết thúc vào năm 1377, khi vua Louis sáp nhập Chelm. Vùng đất Chelm có các văn phòng địa phương riêng và một sejmik, nơi hai đại biểu của Sejm và một đại biểu của Tòa án Tiểu Ba Lan được bầu ra. Khu vực được chia thành các huyện Chelm và Krasnystaw, các starosta cư trú tại Chelm, Krasnystaw, Ratno, Luboml, Hrubieszow, và các địa điểm khác. Vùng đất Chelm có hai thượng nghị sĩ: Giám mục Chelm và castellan của Chelm. Năm 1676, có 427 làng và 23 thị trấn ở cả hai huyện (...) Phần phía nam của Vùng đất Chelm thuộc về lãnh địa thế tập gia tộc Zamoyski rộng lớn, trải dài ra ngoài khu vực, vào đến huyện Urzedow của tỉnh Lublin.

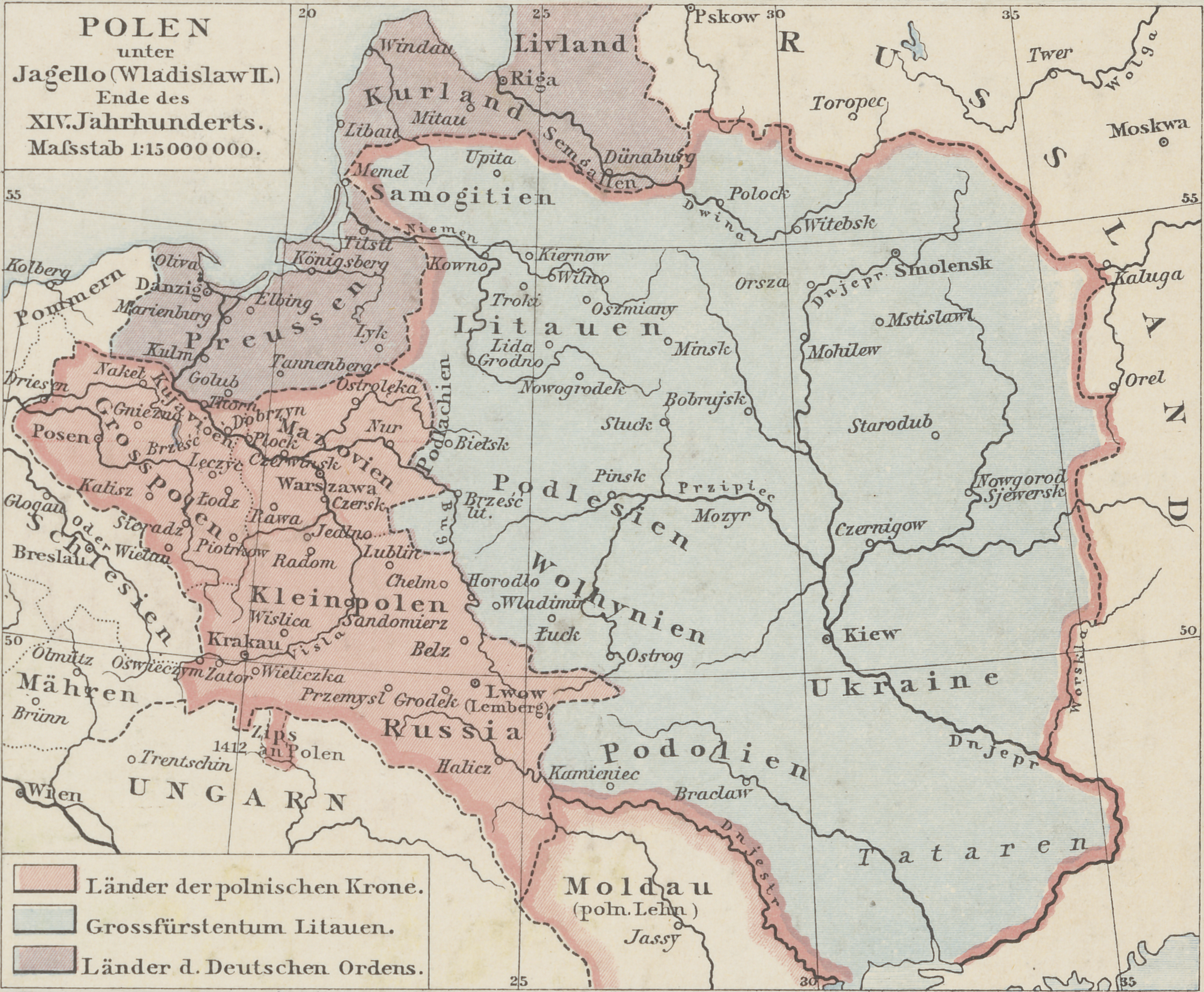
Ruthenia Đỏ (thế kỷ 14)

## Chính phủ
Trụ sở thống đốc tỉnh (Wojewoda): 
- Lwów

Sejmik địa phương (sejmik generalny) của toàn thể các vùng đất Ruthenia 
- Sądowa Wisznia

Trụ sở các Sejmik địa phương (sejmik poselski i deputacki): 
- Lwów
- Halicz
- Sądowa Wisznia
- Przemyśl
- Sanok
- Chełm

## Hành chính
|  | [[Image:POL powiat przemyski COA.svg\|thumb\|87px\|Vùng đất Przemyśl ] |

- Vùng đất Chełm (Ziemia Chełmska), Chełm
  - Huyện Chełm, (Powiat Chełmski), Chełm
  - Huyện Hrubieszów, (Powiat Hrubieszowski), Hrubieszów
  - Huyện Krasnystaw, (Powiat Krasnystawski), Krasnystaw
  - Huyện Luboml, (Powiat Lubomelski), Luboml
  - Huyện Ratno, (Powiat Ratneński), Ratno
- Vùng đất Halych (Ziemia Halicka), Halicz
  - Huyện Halicz, (Powiat Halicki), Halicz
  - Huyện Kolomyja, (Powiat Kołomyjski), Kolomyja
  - Huyện Trembowla, (Powiat Trembowelski), Trembowla (sau đó chuyển cho tỉnh Podolie)
- Vùng đất Lwów (Ziemia Lwowska), Lwów
  - Huyện Lwów, (Powiat Lwowski), Lwów
  - Huyện Zydaczow, (Powiat Żydaczowski), Żydaczów
- Vùng đất Przemyśl (Ziemia Przemyska), Przemyśl
  - Huyện Przemyśl (Powiat Przemyski), Przemyśl
  - Huyện Sambor, (Powiat Samborski), Sambor
  - Huyện Drohobycz, (Powiat Drohobycki), Drohobycz
  - Huyện Stryj, (Powiat Stryjski), Stryj
- Vùng đất Sanok (Ziemia Sanocka),[4] Sanok
  - Huyện Sanok (Powiat Sanocki), Sanok

## Voivode
- Stanisław Chodecki de Chotcza, (từ 1466–1474)
- Jakub Buczacki – from 1501
- Stanisław Kmita de Wiśnicz, (từ 1500 -)
- Jan Odrowąż, (từ 1510 -)
- Jan Tarnowski (từ 2 tháng 4, 1527)
- Stanisław Odrowąż (từ 1542)
- Piotr Firlej (1545–1553)
- Hieronim Jarosz Sieniawski (từ 1576)
- Jan Daniłowicz de Olesko, (từ 1605)
- Stanisław Lubomirski, (1628–1638)
- Jakub Sobieski (từ tháng 6, 1641)
- Jeremi Michał Wiśniowiecki (từ tháng 4, 1646 đến 1651)
- Stefan Czarniecki (từ 1651)
- Stanisław Jan Jabłonowski (từ 1664)
- Jan Stanisław Jabłonowski, (1697–1731)
- August Aleksander Czartoryski (từ 1731)
- Stanisław Szczęsny Potocki (từ 1782)